# 钱南忠
钱南忠（1949年—），江苏武进人，汉族，中华人民共和国政治人物、第十一届全国人民代表大会解放军代表。
毕业于国防大学军事指挥专业，是中共党员。担任辽宁省军区司令员，少将军衔。2008年起担任全国人大代表。